# Santiscal
Santiscal es una villa romana ubicada en Arcos de la Frontera, en la provincia de Cádiz.

## Localización actual
Dentro de la moderna urbanización se conservan los vestigios de una villa rústica romana de época imperial junto al río Guadalete. Descubierta a finales del siglo XIX, se extrajeron algunos mosaicos que fueron trasladados al Museo de Cádiz. El sector conocido comprende un peristilo, una piscina (frigidarium), conducciones de agua y varios mosaicos, entre los que destaca el único de tema figurado con la representación de Venus y Adonis. La edificación y los pavimentos indican un uso dilatado de la villa durante toda la época imperial romana hasta el siglo VI, al que corresponde la lápida visigoda de Bulgarico, encontrada en 1890.